# 葉應春
葉應春（1532年—？），字叔華，浙江紹興府會稽縣人，軍籍，明朝官员。

## 生平
嘉靖三十四年（1555年）乙卯科順天府鄉試第二十四名舉人。嘉靖三十五年（1556年）聯捷丙辰科會試第二百七十名，二甲第六十五名進士。历官湖广常德府知府，隆慶元年（1567年）十一月科道纠拾，令閑住。

## 家族
曾祖葉仁曉，壽官；祖父葉圓，散官；父葉統，縣主簿。母俞氏。具庆下。弟葉應暘（贡士）、葉應時。